# Esneux
Esneux es una comuna de la región de Valonia, en la provincia de Lieja, Bélgica. A 1 de enero de 2019 tenía una población estimada de 12 917 habitantes.

## Geografía
Se encuentra ubicada al sureste del país en la región natural del Condroz, y esta bañada por el río Ourthe, afluente del río Mosa.

### Secciones del municipio
El municipio comprende los antiguos municipios, que se fusionaron en 1977:
| - Esneux - Tilff |

### Pueblos y aldeas del municipio
Amostrenne, Avionpuits, Avister, Beauregard, Chaply, Crèvecœur, Fêchereux, Flagothier-La Haze, Fontin, Hony, Ham, Limoges, Méry, Montfort, La Gombe, Souverain-Pré, Tilff-Cortil y Sur-le-Mont.

## Demografía

### Evolución
Todos los datos históricos relativos al actual municipio, el siguiente gráfico refleja su evolución demográfica, incluyendo municipios después de efectuada la fusión el 1 de enero de 1977.
| Gráfica de evolución demográfica de Esneux entre 1846 y 2019 |
|                                                              |